# 2C-P
2C-P — психоделический фенилэтиламин, первый из семейства 2C, синтезированный Александром Шульгиным.

## Дозировка
В книге PiHKAL Шульгин указывает активную дозировку в диапазоне 6—10 мг. 2C-P один из наиболее сильных, активных на малых дозах психоактивных веществ из семейства 2C, уступающий только 2C-TFM. Всего 1—2 мг может сменить умеренный и приятный эффект на чрезмерный и пугающий. Несмертельная передозировка случалась при 12 мг вещества, и как минимум у одного пользователя при употреблении 16 мг была «явная передозировка, весь эксперимент отмечен как физическое недомогание, это больше не должно повториться».

## Эффект
2C-P производит интенсивный галлюциногенный, психоделический и энтеогенный эффект с визуальными искажениями с открытыми и закрытыми глазами. Препарат обладает очень медленным действием при пероральном употреблении, и пик эффекта может не наступать от 3 до 5 часов. Трип 2C-P может длиться от 10 до 16 часов, или дольше (доходя до 18 часов при употреблении дополнительной дозы) при высоких дозах между 16—20 мг.

## Правовой статус
В США 2C-P находится в списке I наркотических средств под кодом УБН 7524. Таким образом незаконно его хранение, распространение и производство.
В России запрещены все производные 2,5-диметоксифенэтиламина, в том числе 2C-P. Запрет введён постановлением Правительства РФ от 6 октября 2011 года № 822.